# South Barre
South Barre è un census-designated place (CDP) degli Stati Uniti d'America, situato nello stato del Vermont, nella contea di Washington.